# 逆轉裁判3
《逆转裁判3》是由卡普空开发并发行的视觉小说冒险电子游戏。游戏最初于2004年在日本GBA平台发行，此后又登陆了多个平台，包括2007年在日本和北美、2008年在欧洲发行的任天堂DS版。这是继2001年的《逆转裁判》和2002年的《逆转裁判2》后，《逆转裁判系列》的第三部作品。
剧情围绕辩护律师成步堂龙一和绫里千寻展开，两人将在五个章节中为他们的委托人辩护。其他角色有成步堂助手兼千寻妹妹真宵、真宵表妹春美和检察官戈德。游戏系统分为调查部分和法庭部分。在法庭部分中，玩家需反复询问证人，试着从他们的证词中找出矛盾。而调查部分则让玩家收集证据，与证人交谈。
本作是《逆转裁判》三部曲的收官之作，由巧舟监制、编剧。巧舟认为他已经完全摸清成步堂一角，亦希望游戏成为系列的最后一部作品。由于他对《逆转裁判2》的游戏系统很满意，故不再於本作中引入新的游戏机制。倒叙是游戏的一大主题，这一想法在巧舟试着想出处理集成对话教程的办法，决定倒叙到千寻是菜鸟律师时的案件时诞生。
本作获得普遍好评，评论家赞赏剧情、编剧、角色设计和音乐，但有人批评游戏机制缺乏新意。此外，Wii版被批只调整任天堂DS版图像的大小，没有针对画面在更大屏幕中的表现作任何修改。NDS版在北美取得商业上的成功，订购量是卡普空估计数量的两倍多。

## 游戏系统
本作是一款视觉小说冒险游戏，玩家扮演成步堂龙一和绫里千寻，在五个章节中为他们的委托人辩护。游戏系统沿用了前作《逆转裁判2》。
一开始，可玩的章节仅有一个，玩家完成一个章节就会解锁新的章节。每章又分由调查环节和法庭环节组成的多个小节:11-13。在调查环节中，玩家旨在寻找法庭环节中会用到的证据。当玩家收集到足够的证据时，游戏会转入该章的下个小节。玩家須依靠菜单的四个选项移动和执行动作：“检查”项让玩家在环境中移动光标检查物件；“移动”项会展开玩家可移动地点的菜单；“交谈”项会展开玩家可与当前证人谈论的话题；“指证”项会让玩家向证人出示证物或角色档案:14-15。到了部分证人不愿意谈论特定的话题时，该话题会出现锁型符号。通过向证人出示勾玉，出示正确的证物或角色档案，玩家便能打破锁，谈论这一话题，从而洞悉他们用所谓“心灵枷锁”掩盖的秘密:18-19。
在法庭部分中，玩家将为他们的委托人辩护并反复询问证人。玩家可以来回翻阅每份证词的陈述，若找出陈述和证物之间的矛盾，需出示相关证物或角色档案指出矛盾。玩家亦可以选择质询陈述，这有时会导致证词改变:20-21。屏幕右上角会出现代表裁判长耐性的生命值条，若玩家出示的证物或档案不正确，生命值会减少。当生命值为0时，即為玩家失败，他们的委托人會被判有罪。若玩家在尝试破解心灵枷锁时犯错，生命值也会减少，不过解锁失败并不会结束游戏。成功解除一个锁，生命值恢复50%。完成一个章节，生命值全部恢复:23。

## 剧情

### 角色
本作围绕辩护律师成步堂龙一、绫里千寻、千寻的妹妹兼灵媒师真宵以及千寻和真宵的表妹春美展开。千寻曾是成步堂的上司和導師，但在《逆转裁判》的案件中不幸遇害；真宵和春美拥有灵媒的能力，偶尔会召唤千寻的灵魂，变成她的模样。在本作中与成步堂对决的检察官为戈德，他自称“从地狱回来”，仇视成步堂。曾在前作当中登场的检察官御剑怜侍和检察官狩魔冥，以及刑警糸锯圭介也在本作中登场。

### 剧情
在本作故事发生的六年前，第四章〈最初的逆轉〉（始まりの逆転）中，新人律师绫里千寻第一次上庭，与律师神乃木庄龙一同对阵御剑怜侍，为被告辩护。千寻成功将真凶美柳千奈美逼到绝境，但是被告此时服毒自杀，导致案件不了了之。半年之后，神乃木庄龙与美柳千奈美见面，美柳千奈美对神乃木庄龙下毒导致他昏迷不醒。成步堂龙一当时在场，并对千奈美一见钟情。又过了半年，在游戏的第一章〈回憶的逆轉〉（思い出の逆転）中，成步堂被卷入杀人事件，绫里千寻为他辩护。千寻这一次成功将真凶美柳千奈美绳之以法，为神乃木报仇，同时也让成步堂立志学法。
在现代，第二章〈失竊的逆轉〉（盗まれた逆転）讲述了成步堂代表盗窃嫌疑犯天衫优作出庭，对阵此前从未起诉过案子的检察官戈德的故事。天衫优作在盗窃罪名被宣判无罪之后，又被当作杀人事件的嫌疑人逮捕，成步堂再次为他出庭，并赢得了无罪判决。在第三章〈逆轉的食譜〉（逆転のレシピ）当中，在前作中辞去警察工作的須須木真子再次因杀人嫌疑被逮捕。有人假冒成步堂龙一为她辩护并导致她获得有罪判决。真正的成步堂龙一随后为她再次辩护，洗清了她的杀人嫌疑，也挽回了自己的声誉。
在第五章〈華麗的逆轉〉（華麗なる逆転）中，此前被逮捕的美柳千奈美已经被执行死刑。成步堂带着真宵和春美造访深山幽居叶樱院进行灵力修行，却意外发现叶樱院的修女叶樱院绫美长相与千奈美极其相似。当晚，叶樱院的一位客人天流斋绘里守遇害，绫美被抓。成步堂保护真宵心切，不慎坠河并患上重感冒，请求御剑怜侍和狩魔冥暂时顶替律师和检察官的工作。成步堂在病床上了解了千寻过去的两宗案件（即本作第一章和第四章），并重新接手案件。他发现死者天流斋绘里守其实是真宵失踪多年的母亲绫里舞子。他还发现叶樱院绫美和美柳千奈美是双胞胎姐妹，且均为绫里春美同母异父的姐姐。春美的母亲绫里贵美子在前作入狱后仍然想让春美夺取真宵的掌门继承人地位，并安排春美灵媒千奈美试图杀害真宵。
在法庭上，成步堂发现站在被告席上的叶樱院绫美其实是美柳千奈美，千奈美坚称她已经杀死了真宵，却被成步堂和春美灵媒的千寻揭穿灵媒千奈美的正是真宵，使其灵魂退散。成步堂随后揭发了案件的真凶是戈德检察官，而他正是神乃木庄龙。从昏迷中苏醒的神乃木庄龙发现绫里千寻已经遇害，遂迁怒于成步堂试图报仇。案发当晚绫里舞子和戈德试图阻止贵美子的计划，却导致戈德杀害了绫里舞子，并伙同绫美转移尸体。最终，绫美仍以共犯被判入狱，她告诉成步堂，除相识和令他卷入杀人事件的两次外，当年与他谈恋爱的人都是绫美，并向成步堂告白。成步堂最终答应等待绫美出狱。

## 开发

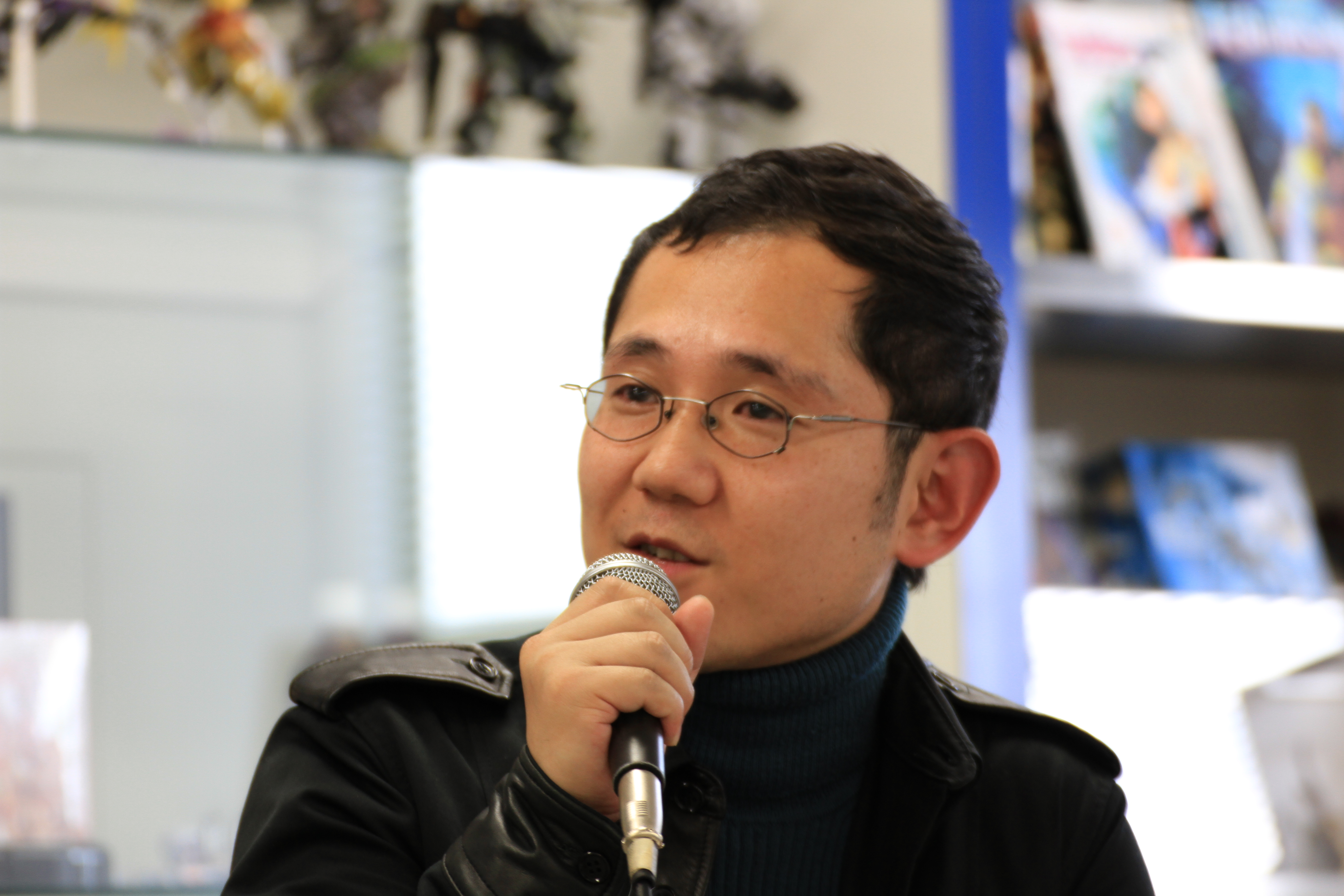
游戏监制和编剧巧舟

游戏由巧舟监制和编剧、岩本达郎美術、岩垂德行配乐。首部开发完后，巧舟的上司三上真司建议巧舟将《逆转裁判》做成三部曲，给第三部的最后一个案件一个宏大的结局。而巧舟想让《逆转裁判》的前三部作品融入到更大的作品中，避免作过多修改；成步堂、千寻和怜侍在第一部中的外型再次被利用，避免前作与新作相比显得过时。由于巧舟对第二部中加入心灵枷锁后的游戏系统很满意，便没给新作加入新的游戏机制。由于他已完全摸清成步堂一角，希望系列能在第三部完结，避免系列成为它的前作的影子，他表示知道何时將故事结束是很重要的。
由于首部中集成对话的训练关获得好评，故被視是系列續作的主要元素。在首部中，巧舟让成步堂在裁判长和千寻的指导下度过他的首次审判，而到了第二部，他让成步堂患上失忆症。在写第三部时，巧舟毫无头绪，因为让成步堂再度失忆似乎不可信。最终，他想出办法，倒叙到千寻初当律师时的案子。他进一步发展了这一想法，最终将倒叙定为游戏剧情的主基调。他决定纳入千寻面对菜鸟检察官时期的御剑怜侍的案子，但遇到了难题：两个角色此前已被定为未尝败绩。试着为过去的案子想出双方难分高下的办法，他想出了尾并田美散在庭审中死亡的故事。游戏的主基调是“真相难以看清”。
御剑怜侍自系列开始一直是受欢迎的角色。巧舟发现在讓御剑在遊戲中登場時，雖然他是個很強的檢察官，但很难讓他不输给成步堂。因此，当他创作最终章剧情时，他想出了让怜侍当玩家角色的想法。他非常喜欢这个想法，便立马着手重写剧本。为了让御剑当上玩家角色，他先让成步堂坠桥落入冰冷的河水中，从而“摆脱”成步堂。他喜欢以成步堂之外的其他角色的角度來编剧，他还利用该案探索怜侍与糸锯圭介之间的关系。原打算充当第二部第四章的章节曾由于内存限制被削减，最终作为本作的第三章被重新使用。

### 硬件限制和美工
开发团队面临着用一个GameBoy Advance卡带装下整个游戏的难题。尽管可用内存容量与他们制作首部时相同，但本作容量是内存的2.3倍。为了解决这一难题，他们使用他们从创作首部以来就已经想到过的“窍门和解决办法”：如创造更加有效的存储数据结构、压缩得更好的图形数据和仅占用少量数据的优秀声效。巧舟认为这些限制很有趣，是提高团体能力的机会和在有限内存内加入尽可能多的内容的灵感来源。他们最终仍被迫删改几个细节以及倒叙章节中千寻、成步堂和御剑怜侍年轻时的美术，为此他们计划动用糸锯圭介年轻时的美工元素，把领带绑得近一点，头发只有一条刺，但必须给他换件新外套。第一章中的大场香一角起初被剪，之后团队意识到还有足够的空间给她，便让她在结尾处客串亮相。巧舟想给她套上一个夏威夷花环，显示她刚从夏威夷回来，但因内存限制作罢。由于本作的数据大小计算错误，团队被迫将毘忌尼弄矮，以节省内存。
所有文本写好后，开发团队决定配插图的场景，由巧舟画出它们的草图和各章片头的分镜。开发团队决定改变之前作品由一连串插画构成的片头，在本作中利用“更加动画和戏剧性的展示”，在静态图像上方使用移动图像，这仍然能够限制所用数据量。团队非常喜欢他们用大量动画制作的第二章片头，激励着巧舟为余下章节创作更好的片头，带领团队想出用得上的电影效果。他们赋予一个片头“老电影的感觉”，将调色板设置成单色，从而限制彩色数据。
星影宇宙之介一角的设计在本作中被改变，他的棕色西装变成红色，这是因为GameBoy Advance系统的屏幕让他此前的设计过度融入棕色的法庭。岩本按照鲁特格尔·哈尔在《银翼杀手》中的角色设计了戈德一角。他原本打算将戈德描绘成喝波本威士忌和抽烟的“硬汉”形象，但当开发团队意识到这可能会教坏孩子，便改为让他喝咖啡。由于巧舟和神谷英树大约在同一时间加入卡普空，两人的办公桌紧挨着，神谷自第二部开发以来便请求巧舟让他担任声优，最终，巧舟给了他戈德一角。巧舟解释称，该角色是硬汉，因此神谷决定改变对白，大喊“反对，宝贝！”。巧舟认为该变动虽好，但是游戏中的图像只有“反对！”，所以不能采用。

## 发行
游戏原版于2004年1月23日在日本发布，Microsoft Windows版随后于2006年3月31日亮相日本。Nintendo DS版于2007年8月23日、2007年10月23日和2008年10月3日分别在日本、北美和欧洲发布。Wii版于2010年2月23日、5月10日和5月21日透过WiiWare分别在日本、北美和欧洲发布。
系列前三部的iOS高清版《逆转裁判三部曲HD》（日语：逆転裁判 123HD 〜成歩堂 龍一編〜）于2007年2月7日在日本发布，2013年5月30日登陆西方国家。前三部的另一个合集《逆转裁判三部曲》（日语：逆転裁判123 成歩堂セレクション）于2014年4月17日、12月9日和12月11日分别在日本、北美和欧洲登陆Nintendo 3DS平台。

### 欧美版
本作的欧美本地化版由潔內特·徐（Janet Hsu）监制，总监安德鲁·阿方索（Andrew Alfonso）负责剪辑。
欧美版更改了部分角色的名称：美柳千奈美的英文名出自徐在本地化时听到的X Japan专辑《Dahlia》（1996），以及短篇故事《拉伯西尼医生的女儿》。她的昵称参考自称她为多莉（Dolly）的粉丝翻译版。神乃木庄龙英文名的最初构想名字是约瑟夫·库珀（Joseph Cuppa）、泽维尔·巴斯图克斯（Xavier Barstucks）和威廉·哈瓦姆歌（William Havamug）。星威岳哀牙的口头禅在日语版中显示为，原本在英文版中會被改成“Schwing!”。不過，她认为朗朗上口且异乎寻常的“Zvarri! ”更适合哀牙，便最终把它定下来。由于阿方索是加拿大人，想“展示他的枫叶骄傲”，便把审判长的弟弟写成加拿大人。
团队在本地化本土坊薰一角时面临诸多问题。在日语版中，他被当时女性化男性占主导的开发团队描绘成娘娘腔角色，这往往意味着同性恋，也适用于男扮女装或谈吐像女人的生理上男性，无论他们性取向或性别如何，甚至包括跨性别女性。正因为如此，他们只有“同性恋”这个模糊概念，这样让说英语的玩家理解得更好。徐查阅了游戏中给出的所有关于薰的资料，得到他是未变装顺性别同性恋男性的结论。2014年回顾游戏时，徐表示，她仍认为薰让缺乏认知和细致入微地理解性别与性的公众困惑。

## 評價
| 汇总媒体   | 得分                   |
| ---------- | ---------------------- |
| Metacritic | DS：81/100 Wii：67/100 |

| 媒体           | 得分   |
| -------------- | ------ |
| 1UP.com        | A      |
| Eurogamer      | 8/10   |
| GameSpot       | 7.5/10 |
| IGN            | 7.7/10 |
| 任天堂世界报道 | 9/10   |
| Fami通         | 35/40  |

游戏的NDS版获得普遍好评，在评论聚合网站Metacritic享有基于45条评论的81分（满分100）。同时，Wii版在Metacritic获得给予9条评论的67分。NDS的北美发行也大获成功，预购订单超卡普空估计两倍多，导致零售商和卡普空自营网上商店库存一度告罄。2010年，IGN将游戏列入最佳NDS游戏榜单的第23位，称赞它的编剧，是图文冒险游戏流派的变革。
《Fami通》的评论员喜欢游戏的剧情。1UP.com的瑞恩·斯科特（Ryan Scott）称游戏是“一场让图文冒险游戏彻底活灵活现的完美风暴”，表示整部游戏明显一直记住创造有凝聚力的剧情，指出这种做法与前作相比更具情节化。Eurogamer的约翰·沃克（John Walker）表示，本作剧情是系列中最黑暗、最复杂，也是最有趣的一部。他表示对话“一如既往地精彩”，喜欢千寻在本作中被赋予更大角色，经常引导与其他角色的对话。GameSpot的亚伦·托马斯（Aaron Thomas）认为案件很有趣，编剧“一流”，其中对话感觉自然且精心编写；不过他也认为除了戈德和美柳千奈美外新角色很烦人，没有很好设计。IGN的科林·莫里亚蒂（Colin Moriarty）喜欢游戏案件结合到一起的办法，享受对前作回归角色的进一步认识，但希望游戏别太直白。《任天堂世界报道》（Nintendo World Report）的迈克尔·科尔（Michael Cole）享受利用“反讽艺术的精彩转折”不按时间顺序呈现案件，称游戏是系列的“令人满意的结局”。
斯科特指出，解开谜题更加容易，线索“给出速度非常合理”。他认为，相比于之前的作品，系列中总是依赖反覆试错的薄弱环节在本作改善最大。另一方面，沃克表示玩家经常在游戏要求他们证实矛盾前抢先将其找出，或许还会想出游戏不接受的合理想法。他还希望生命值可在法庭上填满。科尔批评相关证物有时不可接受，有时需要按照一定顺序选择证词陈述，但欣赏游戏更多地聚焦于法庭而不是调查。托马斯和《Fami通》的评论员批评缺乏新的游戏功能，尽管托马斯认为系列的粉丝会接受这一点。斯科特则承认游戏玩法只不过是系列的预期，但不认为对叙事的关注胜过游戏玩法是个问题。莫里亚蒂表示，尽管游戏有当好游戏的权利，但希望卡普空能改变游戏玩法或展示，避免系列显得“过气、失去影响且疲惫”。
托马斯喜欢视效，表示游戏尽管受限于数帧的动画，仍能传达角色的感情，而且背景非常棒，很符合回归地点中的人物。然而，他并不喜欢大量从前作搬回来的画面。科尔和莫里亚蒂并未对有限的角色操作游标及动画或静态背景感到困扰。科尔表示角色设计“难以忘怀且动画欢快”，莫里亚蒂则喜欢两者，表示角色看上去“非常棒”。托马斯表示游戏音乐出彩，庭审期间高风险时刻放出的激烈音乐以及角色主题乐非常般配。科尔表示法庭和角色主题乐令人难忘且很般配，他表示这些改善超越了第二部中的同类，“至少比肩”第一部。莫里亚蒂则表示音乐为每个场景“设下完美的情感”。

### Wii版争议
Nintendo Life的科贝·迪拉德（Corbie Dillard）批评Wii版重新调整了NDS版的画面，没做任何“润饰”，造成画面像素化，也不喜欢依靠Wii遥控器的改版玩法，表示这让玩过掌机版的玩家恼火。IGN的卢卡斯·M·托马斯（Lucas M. Thomas）还认为画面、音频与内容跟NDS版比起来完全没改变，让人失望，表示为适应屏幕调整的画面看起来不吸引人。他总结道，Wii版似乎没有获得“任何额外的喜爱和关注”。GameZone的玛丽莎·梅利（Marissa Meli）称Wii版“用3分演绎9分的作品（满分10分）”，表示像素化画面让游戏看上去丑陋，以次充好。

## 外部連結
- 官方网站 （日語）
- 官方网站 （繁體中文）
- 《逆轉裁判3》在視覺小說數據庫的頁面（英文）